# 욕망 (2004년 영화)
"욕망"은 2004년에 개봉한 대한민국의 영화이다.

## 캐스팅
- 이수아 : 로사 역
- 이동규 : 레오 역
- 안내상 : 규민 역
- 장소연 : 소연 역
- 최영재 : 제5남자 역
- 최반야 : 로사친구 1 역
- 이유주 : 로사친구 2 역
- 김선화 : 로사친구 3 역
- 김정은 : 연구소친구 역
- 진남수 : 남편 1 역
- 이준호 : 남편 2 역
- 이희선 : 개성있는친구 역
- 송영근 : 레오의 새남자 역
- 최보광 : 비서 역
- 오필영 : 카페종업원 역
- 국동석 : 신랑 역
- 김은진 : 신부 역
- 오성훈 : 교통경찰관 역
- 주미진 : 교복입은 소녀 역
- 김현철 : 오토바이 남자 역
- 김세한 : 여행사 직원 역
- 이승희 : 호스트바 손님 1 역
- 정영숙 : 호스트바 손님 2 역
- 신선희 : 호스트바 손님 3 역